# Сеп (деревня)
Сеп (удм. Сэп) — деревня в Игринском районе Удмуртии. Административный центра Сепского сельского поселения.

## География
Деревня находится в 15 км к востоку от районного центра — посёлка Игра. Деревня расположена на обоих берегах реки Сеп; следующая по дороге и последняя — деревня Пежвай.

## Улицы
На территории деревни расположены улицы Труда, Школьная и Южная.

## Население
| 2010 | 2012 |
| ---- | ---- |
| 412  | ↘405 |